# Xylopia cuspidata
Xylopia cuspidata är en kirimojaväxtart som beskrevs av Friedrich Ludwig Diels. Xylopia cuspidata ingår i släktet Xylopia och familjen kirimojaväxter. Inga underarter finns listade i Catalogue of Life.